# Paß (Wüstung)
Paß ist eine Wüstung im Gebiet der Woiwodschaft Westpommern in Polen, etwa 35 Kilometer südöstlich von Stettin.

## Geographische Lage
Die Wüstung liegt an der Woiwodschaftsstraße 106, die hier von Nordost nach Südwest führend das Plönebruch durchquert. Die nächsten Nachbarorte sind im Norden Grędziec (Schöningen) und im Osten Czernice (Sehmsdorf). Nachbarorte an der Woiwodschaftsstraße sind im Nordosten Obryta (Groß Schönfeld) und im Süden Okunica (Friedrichsthal).

## Geschichte
Der spätere Ort Paß erscheint in mittelalterlichen Urkunden ab dem 12. Jahrhundert unter dem Namen Brode oder Broda. Die erste Nennung stammt aus einer Urkunde des pommerschen Herzogs Bogislaw I., mit der dieser um das Jahr 1185 Schenkungen an das Kloster Kolbatz vornahm; hier diente Brode zur Grenzbeschreibung. In einer Urkunde von 1186/1187, von der zwei Ausfertigungen überliefert sind, bestätigte Herzog Bogislaw I. dem Kloster Kolbatz den Besitz des Dorfes Broda, das das Kloster von einem Edelmann namens Walter gekauft hatte. Zugleich untersagte der Herzog den Bau von Mühlen an der Plöne, woraus zu schließen ist, dass in dem Dorf bereits damals eine Wassermühle bestand, die durch das Verbot weiterer Mühlen geschützt werden sollte. In den folgenden Jahren wurde das Dorf in Besitzbestätigungen für das Kloster Kolbatz aufgeführt, erstmals in einer Urkunde aus dem Jahre 1187, mit der Papst Gregor VIII. das Kloster bestätigte und in seinen Schutz nahm. Ein Schulze von Broda namens Dietrich („Theodericus scultetus de Broda“) trat im Jahre 1242 als Zeuge auf, als der pommersche Adlige Swantibor dem Kloster Kolbatz umfangreichen Besitz bestätigte und übertrug.
In oder bei dem Ort bestand im Mittelalter eine Burg. Denn im Vertrag von Vierraden, den Herzog Bogislaw IV. von Pommern im Jahre 1284 mit den Markgrafen von Brandenburg schloss, verpflichtete sich der Herzog, die Burg in Brode zu schleifen. Diese Burg (castrum) dürfte in den Fehden in den Jahren zuvor entstanden sein. Die Burg stand aber noch im Jahre 1345.
Der wendische Name Broda bedeutet Furt oder Paß, stammt also von dem hiesigen Übergang durch das – bis ins 18. Jahrhundert hinein unwegsame – Plönebruch. Vom 16. bis ins 18. Jahrhundert war der Ortsname Berkenbrode gebräuchlich. Auf der 1618 veröffentlichten Lubinschen Karte erschien der Ort als Barkenbrode. Der spätere deutsche Ortsname Paß ist also eine Übersetzung des alten wendischen Namens Broda.
Mit der Reformation wurde das Kloster Kolbatz säkularisiert und sein Besitz durch die pommerschen Herzöge verwaltet. Herzog Bogislaw XIV. verpfändete die Berkenbrodesche Mühle an seinen Stettiner Hoflieferanten Joachim Wolff. Sie wurde nicht wieder eingelöst, sondern ging in erbliches Privateigentum über.
In Ludwig Wilhelm Brüggemanns Ausführlicher Beschreibung des gegenwärtigen Zustandes des Königlich-Preußischen Herzogtums Vor- und Hinterpommern (1784) wurde die Berkenbrodsche Paßmühle unter den Mühlen des Amtes Kolbatz aufgeführt. Die Mühle auf dem Plönestrom besaß damals zwei unterschlägige Mahlgänge. Zu dem Anwesen gehörte ein Krug, der Krüger war zugleich Zolleinnehmer. Brüggemann bezeichnete die Mühle wegen der dazugehörenden Ländereien als eine der besten und ansehnlichsten in den Preußischen Landen.
Im Jahre 1818 kaufte Johann August Sack, Oberpräsident der Provinz Pommern, das Berkenbrodsche Paß-Vorwerk nebst Mühle für den Staat auf. Dies war ein Teil seines großen Plans, einen Kanal von der Oder zur Netze und zur Warthe zu errichten. Dieser sollte hier dem Verlauf der Plöne folgen und dabei hätte die Wassermühle aufgehoben werden müssen. Aus diesem Plan wurde nichts. Der Kauf war aber nützlich, als Mitte des 19. Jahrhunderts der Plönebruch trockengelegt wurde. Hierzu wurde die Plöne in einen neuen Lauf, den Schönings-Kanal, gelegt und die an der Alten Plöne gelegene Mühle nebst Mühlenstau wurde nunmehr aufgehoben.
In Heinrich Berghaus’ Landbuch des Herzogtums Pommern (1868) wurde Paß unter den ländlichen Ortschaften im Bezirk des Domänen-Rentamts Pyritz als ein Staats-Domänen-Vorwerk aufgeführt. Damals zählte Paß 67 Einwohner. Es bestanden vier Wohnhäuser, darunter ein Krug, und zwölf Wirtschaftsgebäude. Das Vorwerk war an einen Domänenpächter verpachtet.
Vor 1945 bildete Paß einen Wohnplatz in der Landgemeinde Schöningen und gehörte mit dieser zum Kreis Pyritz der preußischen Provinz Pommern.
Nach dem Zweiten Weltkrieg kam Paß, wie ganz Hinterpommern, an Polen. Heute liegt der Ort wüst. Die Wüstung liegt im Gebiet der Gmina Pyrzyce (Gemeinde Pyritz) in der polnischen Woiwodschaft Westpommern.